# Aloe albovestita
Aloe albovestita é uma espécie de liliopsida do gênero Aloe, pertencente à família Asphodelaceae.